# Gårans naturreservat
Gåran är ett naturreservat i Skövde kommun i Västra Götalands län.
Området har varit skyddat sedan 2002 och är 27 hektar stort. Det är beläget 8 km sydväst om Skövde och 3 km norr om Häggum på Sydbillingens sluttning. 
Gåran är en mosaik av fastmarksskog, myrmarker och sumpskogar. Där växer äldre granskog på fastmark. Det finns även öppna våtmarker med tall och björk liksom sumpskogar med gran och björk. 